# Eparchie argentinská
Eparchie Argentina je eparchie ruské pravoslavné církve.

## Území a titul biskupa
Zahrnuje všechny farnosti ve státech Argentina, Bolívie, Brazílie, Kolumbie, Panama, Peru, Chile a Ekvádor.
Eparchiální biskup nese titul biskup argentinský a jihoamerický.

## Historie
Během druhé světové války odešla do emigrace početná ruská populace a usadila se na území Argentiny a Jižní Ameriky. Aleutský arcibiskup Veniamin (Fedčenkov) proto požádal moskevský patriarchát, aby zde zřídil církevní strukturu. 20. října 1943 byl Svatým synodem založen argentinský vikariát patřící pod správu aleutské a severoamerické eparchie. K jeho osamostatnění jako eparchie došlo 29. června 1946.

## Seznam biskupů
Vikariát aleutské eparchie
- 1943–1946 Feodor (Těkučjov)

Eparchie Argentina
- 1946–1952 Feodor Těkučjov
  - 1952–1953 protojerej Evfimij Mamin, administrátor a představitel Moskevského patriarchátu v Jižní Americe
  - 1953–1964 protojerej Foma Gerasimčuk, administrátor a představitel Moskevského patriarchátu v Jižní Americe
- 1964–1970 Nykodym (Rusnak)
- 1970–1971 Platon (Lobankov)
- 1972–1973 Maxim (Krocha)
- 1973–1980 Platon (Udovenko)
- 1980–1985 Lazar (Švec)
- 1985 Makarij (Svystun)
- 1985–1989 Lazar (Švec) podruhé
- 1989–1993 Mark (Petrovcij)
- 1993–2012 Platon (Udovenko) podruhé
  - 2012–2013 Justinian (Ovčinnikov), administrátor
- 2013–2016 Leonid (Gorbačov)
- 2016–2020 Ignatij (Pologrudov)
- od 2020 Leonid (Soldatov)